# Голуб білоспинний
Голуб білоспинний (Columba leuconota) — вид птахів родини голубових (Columbidae). Поширений в Афганістані, Бутані, Китаї, Індії, Казахстані, М'янмі, Непалі, Пакистані, Росії, Таджикистані та Туркменістані. Улітку мешкає парами або невеликими зграями, узимку створює більші зграї, до 150 птахів, часто разом із скельним голубом (Columba rupestris).